# Diéthylamine
La diéthylamine est une amine secondaire de formule brute C4H11N.

## Description
Elle se présente sous la forme d'un liquide inflammable, fortement basique, soluble dans l'eau et l'éthanol.

## Synthèse
La diéthylamine est synthétisée à partir d'éthanol et d'ammoniac, on obtient aussi de l'éthylamine et du triéthylamine lors de cette synthèse.

## Usages
Elle est utilisée comme inhibiteur de corrosion et dans la fabrication de colorants et de résines ainsi que dans le domaine pharmaceutique. Elle est aussi utilisé pour la synthèse du LSD